# Dove Award „Az Év Dala” kategóriában
A Dove Award nyertesei "Az Év Dala" kategóriában, 2005-ig: 
- 2005 "Who Am I" (Mark Hall)
- 2004 "Word of God Speak" (Pete Kipley, Bart Millard)
- 2003 "Holy" (Nichole Nordeman, Mark Hammond)
- 2002 "I Can Only Imagine" (Bart Millard)
- 2001 "Redeemer" (Nicole C. Mullen)
- 2000 "This Is Your Time" (Michael W. Smith, Wes King)
- 1999 "My Deliverer" (Rich Mullins, Mitch McVicker)
- 1998 "On My Knees" (David Mullen, Nicole Coleman-Mullen, Michael Ochs)
- 1997 "Butterfly Kisses" (Bob Carlisle, Randy Thomas)
- 1996 "Jesus Freak" (Mark Heimermann, Toby McKeehan)
- 1995 "God Is In Control" (Twila Paris)
- 1994 "In Christ Alone" (Shawn Craig, Don Koch)
- 1993 "The Great Adventure" (Steven Curtis Chapman, Geoff Moore)
- 1992 "Place In This World" (Amy Grant, Michael W. Smith, Wayne Kirkpatrick)
- 1991 "Another Time, Another Place" (Gary Driskell)
- 1990 "Thank You" (Ray Boltz)
- 1989 "Friend Of A Wounded Heart" (Wayne Watson, Claire Cloninger)
- 1988 "In The Name Of The Lord" (Phil McHugh, Gloria Gaither, Sandi Patti Helvering)
- 1987 "How Excellent Is Thy Name" (Dick & Melodie Tunney, Paul Smith)
- 1986 "Via Dolorosa" (Billy Sprague, Niles Borop)
- 1985 "Upon This Rock" (Gloria Gaither, Dony McGuire)
- 1984 "More Than Wonderful" (Lanny Wolfe)
- 1983 "El Shaddai" (Michael Card, John Thompson)
- 1982 "We Shall Behold Him" (Dottie Rambo)
- 1981 "Praise The Lord" (Brown Bannister, Mike Hudson)
- 1980 "He's Alive" (Don Francisco)
- 1979 Nem osztották ki
- 1978 "Rise Again" (Dallas Holm)
- 1977 "Learning To Lean" (John Stallings)
- 1976 "Statue Of Liberty" (Neil Enloe)
- 1975 "One Day At A Time" (Marijohn Wilkin, Kris Kristofferson)
- 1974 "Because He Lives" (Bill Gaither)
- 1973 "Why Me, Lord?" (Kris Kristofferson)
- 1972 "The Lighthouse" (Ron Hinson)
- 1971 Nem osztották ki
- 1970 "The Night Before Easter" (Don Sumner, Dwayne Friend)
- 1969 "Jesus Is Coming Soon" (R. E. Winsett)